# Шпијунски сателит
Шпијунски сателит (званични назив је извиђачки сателит) је сателит за осматрање земље или комуникацијски сателит, користи се за војне или обавештајне снимке. У прву генерацију ових сателита спадају модели Корона и Зенит, који су користили фотографије избациване на лименој канти фотографског филма, затим су слане на земљу.